# Eriospermum kiboense
Eriospermum kiboense är en sparrisväxtart som beskrevs av Kurt Krause. Eriospermum kiboense ingår i släktet Eriospermum och familjen sparrisväxter. Inga underarter finns listade i Catalogue of Life.